# Jeu de Robin et Marion
Le jeu de Robin et Marion is een middeleeuws liederspel. Een liederspel was van minder belang dan een liturgisch drama. Het liederspel ontstond doordat een wereldlijk lied afwisselend gezongen en geacteerd werd door gekostumeerde personen. 
Het liederspel van de trouvère, minstreel Adam de la Hale (of Halle) Le jeu de Robin et Marion, is een gedramatiseerde pastourelle, uit 1285.
Het gaat over de jonge ridder Sire Aubert, die op een lentemorgen een jong dorpsmeisje Marion ontmoet. Zij is herderin en gaat naar haar kudde. Hij maakt haar het hof en wil haar naar zijn kasteel lokken. Marion heeft een vriend, de herder Robin. Zij wil hem trouw blijven en de ridder trekt aan het kortste eind.
Van Le jeu de Robin et de Marion zijn achtentwintig melodieën bewaard gebleven. Omdat zij allemaal bij de eerste twee tonelen horen, vermoedt men dat het oorspronkelijk aantal liederen veel groter is geweest. Adam de la Hale ( of Halle) ontleende de tekst en de muziek van deze liederen aan volksliedjes.
De hoofdpersonen moeten niet verwisseld worden met de geliefden uit de balladen over de Engelse volksheld Robin Hood en lady Marian